# Charles Murray
Charles Murray (Newton, Iowa; 8 de janeiro de 1943) é um cientista político estadunidense autor do livro "The Bell Curve" (A Curva do Sino, Free Press, 1994), escrito juntamente com o psicólogo e professor de Harvard Richard Herrnstein (1930-1994), no qual eles defendem que a inteligência é um fator mais importante que o status socioeconômico ou nível educacional parental em prever uma série de sucessos na vida adulta incluindo salário, performance no trabalho e gravidez fora do casamento. Sustentam também que há evidências significativas indicando que ao menos uma porção da diferença de inteligência entre "raças" se dá por fatores genéticos. Em artigo no sítio do American Enterprise Institute, Murray se defende das acusações de racismo.